# Traktat om toleransen
Traktat om toleransen, originaltitel Traité sur la tolérance, är ett verk av den franske filosofen Voltaire. Den gavs ut 1763 och kan sägas vara Voltaires uppmaning till religiös tolerans och ett försök att hejda religiös fanatism. Författaren riktar sig främst mot jesuiterna som han menar särskilt saknar tolerans med andra än sin egen trosuppfattning. 
Utgångspunkten för Voltaires resonemang i Traktat om toleransen är avrättningen av köpmannen Jean Calas i Toulouse år 1762 efter en rättegång där katolsk fanatism spelat en avgörande roll.
Voltaire var bekant med många av dåtidens styrande och kulturpersonligheter som han regelbundet brevväxlade med. Han sände sin bok till bland andra tyska prinsar, kungen av Preussen  franska hovet såväl som till styrande ministrar. Madame de Pompadour lär också fått ett exemplar.
Boken blev snabbt bannlyst av kyrkan men spreds till allmänheten där den blev en stor succé. I januari 2015 blev den en bestseller mer än 250 år efter att den publicerades.